# Jablanica (Tutin)
Jablanica (Servisch cyrillisch Јабланица) is een plaats in de Servische gemeente Tutin. De plaats telt 85 inwoners (2002).